# Sarah Moraa
Sarah Moraa, née le 26 octobre 2005, est une athlète kenyane spécialiste de démi-fond. Elle remporte la médaille d'or lors des championnats d'Afrique 2024 au Cameroun.

## Biographie
Sarah Moraa fait ses études secondaires au lycée PAG de Mogonga au Kenya. Elle est la cousine de l'athlète Mary Moraa,.

## Carrière
En 2024, elle remporte trois médailles à savoir la médaille d'or lors des championnats d'Afrique d'athlétisme à Douala au Cameroun avec un chrono de 2 min 0 s 27, une autre médaille d'or pendant le championnat du Kenya à Nairobi et la médaille de bronze aux Athletics Kenya Track and Field Weekend Meeting toujours à Nairobi.

## Palmarès
| Dates | Compétitions                                    | Lieux   | Epreuve | Résultats | Temps   |
| ----- | ----------------------------------------------- | ------- | ------- | --------- | ------- |
| 2024  | Championnat d'Afrique d'athlétisme              | Douala  | 800 m   | 1ère      | 2:00:27 |
| 2024  | Championnat du Kenya                            | Nairobi | 800 m   | 1ère      | 2:05:35 |
| 2024  | Athletics Kenya Track and Field Weekend Meeting | Nairobi | 800 m   | 3e        | 2:05:07 |